# Erin Pac
Erin Pac, mittlerweile Erin Pac Blumert (* 30. Mai 1980 in Farmington, Connecticut) ist eine ehemalige US-amerikanische Bobfahrerin.

## Karriere
Erin Pac stieß 2002 auf Empfehlung ihres Leichtathletik-Trainers am Springfield College in Springfield, Massachusetts zum Bobsport. Zunächst wirkte sie als Anschieberin für Pilotinnen wie Shauna Rohbock und Jill Bakken, ehe sie in der Saison 2006/07 selbst Pilotin wurde.
In den Jahren 2007 und 2008 gewann sie mit dem US-Team Silber bzw. Bronze im Mannschaftswettbewerb der Weltmeisterschaften.
Ihr erster Weltcup-Podestplatz als Pilotin war ein dritter Rang im Februar 2009 in Whistler, wo sie ein Jahr darauf mit ihrer Anschieberin Elana Meyers die Bronze-Medaille bei den Olympischen Spielen von Vancouver gewann.
Im November 2010 gab sie ihren Rücktritt vom Leistungssport bekannt.

## Leben
Pac wuchs in Farmington, Connecticut auf und studierte am Springfield College Rehabilitationswissenschaften. Sie schloss das Studium 2003 ab und arbeitet nach dem Ende ihrer Karriere unter anderem als Verhaltenstherapeutin mit autistischen Kindern und Jugendlichen.
Sie ist seit 2011 mit ihrem früheren Krafttrainer Peter Blumert verheiratet und lebt in Santa Barbara, Kalifornien.